# Umjindi
Umjindi – gmina w Republice Południowej Afryki, w prowincji Mpumalanga, w dystrykcie Ehlanzeni. Siedzibą administracyjną gminy jest Barberton.